# Incisura vertebralis

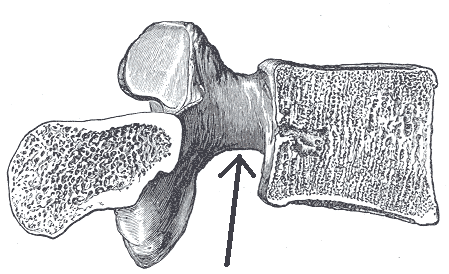
Egy csigolya félbevágva (a nyíl mutatja az incisura vertebralis valószínűsített helyét)

Incisura vertebralisnak nevezik az alsó és felső homorú részt a pediculus arcus vertebrae-n.

## Biomechanika
Itt a legnagyobb az L5 csigolya fő feszültsége: alapállásban 37,759 MPa, flexió esetén 52,976 MPa.

## Klinikai jelentőség
Az incisura vertebralis superiort célzó perkután endoszkópos lumbáris diszkektómia biztonságos eljárás lehet porckorongsérv ellen, és az incisura vertebralis inferior a képalkotás nevezetes helye.